# NGC 6723
NGC 6723 (Kroonluchter groep / Chandelier cluster) is een bolvormige sterrenhoop in het sterrenbeeld Boogschutter. Het ligt 28.400 lichtjaar van de Aarde verwijderd en werd op 2 juni 1826 ontdekt door de Schotse astronoom James Dunlop.

## Culminatie van NGC 6723
Tijdens de culminatie klimt NGC 6723, vanuit de Benelux gezien, tot slechts 2 graden boven de zuidelijke horizon. Deze bolvormige sterrenhoop bevindt zich een halve graad ten noordnoordoosten van de variabele ster Epsilon Coronae Australis, net ten noorden van het oostelijke gedeelte van het sterrenbeeld Zuiderkroon (Corona Australis).

## Synoniemen
- GCl 106
- ESO 396-SC10